# Nóniusz (skála)

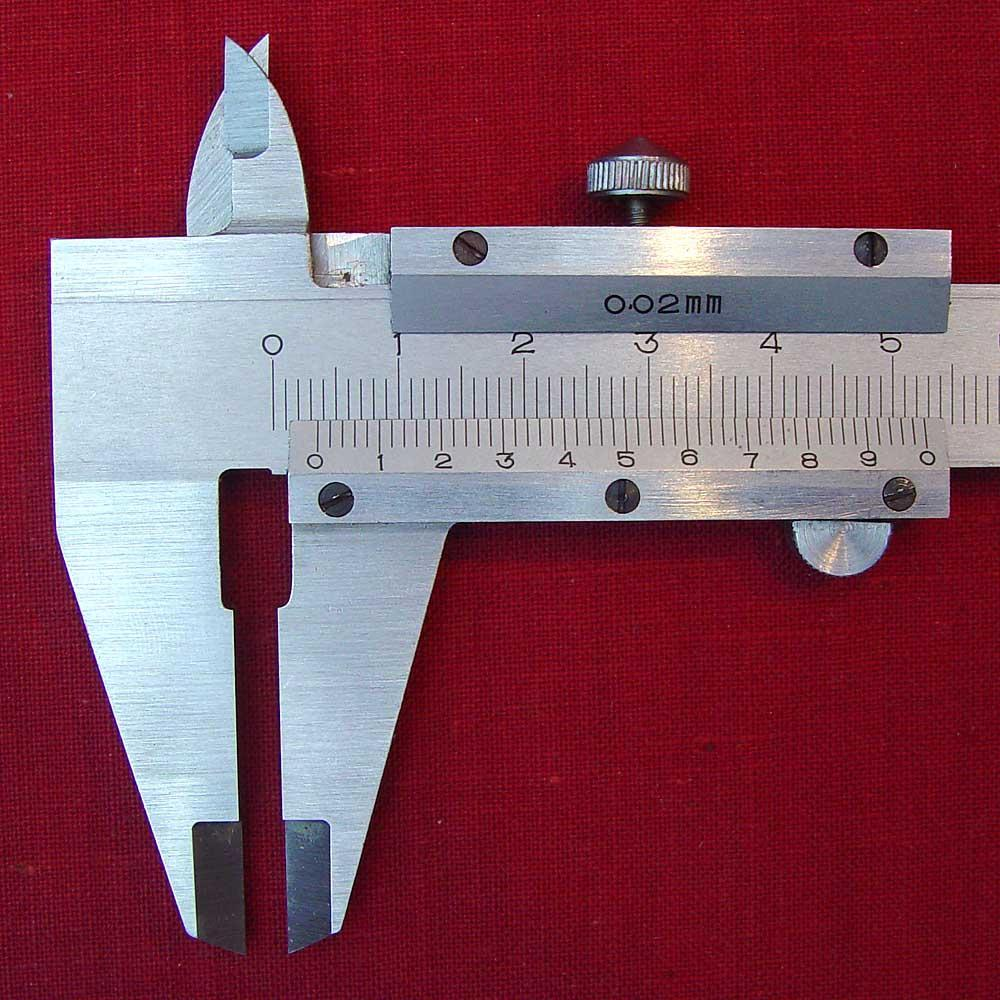
Tolómérce nóniusza 3,58 mm-t mutat

A fenti ábra kinagyítása – 3,58 mm

A nóniusz olyan skála, mely lehetővé teszi a leolvasás pontosságának növelését hosszmérő és szögmérő műszereknél. A nóniusz az egyenletes alapbeosztás mellé helyezett eltolható segédskála. Ez a skála az alapbeosztástól eltérő, de szintén egyenletes beosztással készül. Az emberi szem felbontása nem teszi lehetővé egy bizonyos távolságnál (kb. 1 mm) kisebb távolság további beosztását, de két egymás mellé helyezett skála vonásainak egybeesését még ennél sokkal kisebb távolságon is biztonsággal meg tudja állapítani. Ezt a képességünket használja ki a nóniusz a leolvasási pontosság növelésére.
Egyenes skálájú nóniuszt lehet alkalmazni hosszmérő műszereknél és körskálájú nóniuszt szögmérő eszközöknél.
A nóniuszt Pierre Vernier találta fel 1631-ben. Találmányát Pedro Nunez portugál tudós latinos névváltozatáról, Petrus Noniusról nevezte el, akinek először támadt az ötlete, hogy műszerek pontosságát ezen az elven növelje meg. (Egyes nyelveken, így angolul is az eszköz neve Vernier-skála).
Nóniuszt használnak tolómércéknél, szögmérőknél, szextánsoknál és mikrométereknél.

## Szerkesztése
A nóniusz skálát úgy szerkesztik, hogy az osztásköze kicsit kisebb (a beosztása kicsit sűrűbb) legyen a fő skáláénál, N osztás a nóniuszon legyen egyenlő N-1 osztással a fő skálán, például a fő skála 9 osztása legyen egyenlő hosszú a nóniusz skála 10 osztásával, vagyis ha a két skála 0 pontja egybeesik, a nóniusz 10. osztása essen egybe a fő skála 9. osztásával.

## Használat

Anya laptávjának mérése tolómérővel

Ha egy adott hosszúságot mérünk, a fő skálán a nóniusz skála 0 pontja mutatja a mért értéket, de ez általában nem esik pontosan valamelyik osztáspontra, hanem kettő között van. A nóniusz skálának az az osztáspontja mutatja a mért érték tört részeit, amelyik egybeesik a fő skála egy osztásával. A fenti ábrán a fő skála piros jelénél kell leolvasni az egész millimétert, (3 mm) az alsó nóniusz skála piros jelénél pedig a töredék millimétert (0,58 mm), a kettő összege a mért érték: 3,58 mm.

## Hogy működik a nóniusz
A nóniusz skálát úgy szerkesztik, hogy osztásai a rögzített fő skálának egy adott törtrészénél legyenek. Így tizedes nóniusznál az osztás a fő skála osztásának kilenc tizedét teszi ki. Ha a mérőeszközt nullázzuk (a csúszkát olyan helyzetbe hozzuk, hogy a két skála 0 pontja egybeessen), a nóniusz skála első osztása a fő skála 0,9-énél, a második jel a második kilenc tizednél, vagyis 1,8-nál, a harmadik jel 2,7-nél stb. fog állni.
Ha kicsit elmozdítjuk a nóniusz skálát, mondjuk egy tizeddel, akkor az egyetlen osztáspár, amelyik egybeesik, ez első lesz, mivel itt a nóniusz eredetileg egy tized milliméterrel hátrább állt. Ha öt tizeddel mozdítjuk el a skálát, egybeesés csak az ötödik osztásnál lesz, és így tovább.